# Arrojadocharis
Arrojadocharis, monotipski rod glavočika, dio tribusa Eupatorieae. Postoje 2 vrste, obje su brazilski endemi iz Bahie

## Opis
Obje vrste poznate su iz pojedinačnih kolekcija. Karakterističan je po spiralno umetnutim listovima u kombinaciji s visoko konusnim receptakulom koji uključuje nešto palea (receptakulski brakt).

## Vrste
1. Arrojadocharis praxeloides (Mattf.) Mattf.
2. Arrojadocharis santosii R.M.King & H.Rob.

## Sinonimi
- Arrojadoa Mattf.; Pilg, Notizbl. Bot. Gart. Berlin-Dahlem 8: 434 (1923) non Britton & Rose